# Ремот (полуостров)
Полуостров Ремот расположен на восточном побережье Острова Баффин. Он является частью Кикиктани, канадской территории Нунавут. Поселение инуитов Понд-Инлет находится на расстоянии 295 км (183 мили) к северо-западу, а Клайд-Ривер — в 90 км к юго-востоку.

## География
Полуостров Ремот простирается на север в море Баффина с материковой части острова. Он ограничен Фиордом Гиббс и Долиной Стюарт на востоке, морем Баффина на севере, Сам-Фордом на востоке, и на юге Walker Arm, ответвление последнего фьорда. Полуостров прикреплен к материку узким перешейком на юго-западе.
Полуостров Ремот составляет приблизительно 61 км (38 миль) в длину и имеет максимальную ширину 27 км (17 миль). Он горный и имеет много активных ледников. Его высшей точкой является пик Укпик, высочайшая вершина высотой 1809 м (5935 футов). Другие заслуживающие внимания горы включают в себя потрясающие виды парусного пика, обращенные к Стюарт-Валли, а также пик Тийтурвик, пик Науттяк, пик Каблунаак, пик Аглу, гора Лонгстафф, пик Наллактак и хребет Аткут — все расположены в южной и юго-западной частях полуострова, а также на холме Хэнговера на востоке.
Озеро Ремот — это изолированное 10-метровое озеро на северо-востоке полуострова, где обнаружено явление неестественного потепления. Другие примечательные географические особенности полуострова включают Cape Come Again (Qaqulluit Nuvua) — самый северный мыс, и пристань Утешения на западе.